# Атлас городов земного мира
Атлас городов земного мира (лат. Civitates orbis terrarum) — первый атлас городов в истории мировой картографии.

## История издания
Атлас городов земного мира (Civitates Orbis Terrarum) увидел свет в XVI веке (выходил в течение 46 лет — с 1572 по 1618 гг.).
Всего было издано шесть томов. Авторы атласа — теолог и картограф Георг Браун и гравер и издатель Франц Хогенберг. Атлас был опубликован в Кёльне, но тем не менее принадлежит к антверпенской картографической школе. Кроме того, из личной переписки авторов атласа известно, что идея его создания родилась именно в Антверпене. Атлас является вторым по времени издания печатным атласом.

## Содержание
Атлас состоит из 552 планов, гравированных на меди и затем раскрашенных акварелью. Он представляет собой набор перспективных планов «с высоты птичьего полета», красочные гравюры с изображением пейзажей, городских зданий, фигур жителей в национальных костюмах, выполненные по рисункам художника и рисовальщика Георга Хуфнагеля. Помимо этого, атлас содержит планы, сделанные на основе геодезических съёмок. Большая часть планов — планы европейских городов, так как территории Африки, Южной Америки и Азии на момент создания атласа были недостаточно изучены. Планы «с высоты птичьего полета» — это подробные натурные зарисовки панорамных видов городов с какой-либо высокой точки. Большую часть геодезических съемок производил Якоб ван Девентер.

## Оформление
Атлас являет собой симбиоз достижений науки своего времени и высокого искусства голландских мастеров: карты раскрашивались вручную, изящно оформлены титульные листы, страницы и обложки содержат сложные картуши.
Атлас отражает стиль фламандской гравюры — она практиковалась в нидерландских атласах.

## Судьба издания
После смерти Франца Хогенберга типографские клише атласа остались в Кёльне, во владении Абрахама Хогенберга.
В 1653 г., после смерти А. Хогенберга, его наследники продали клише издателю книг и атласов Яну Янсзоону в Амстердаме.
В 1657 г. Янсзоон выпустил атлас в восьми частях в новой обработке: иллюстрации упорядочены по странам, устаревшие планы исключены и добавлено большое количество новых гравюр.
В 1664 году после смерти Янсзоона гравюры стали собственностью его зятя Йоаннеса Янсзоона ван Васберге, который использовал часть из них для составления своего атласа, появившегося в 1682 г.
В 1694 г. медные клише и инвентарь Ван Вансберге приобретены на аукционе издателем Федериком де Витом из Амстердама, известного своими многочисленными картами и атласами. Он организовал новое издание, которое было, в свою очередь, пополнено новыми гравюрами.
После Де Вита, в самом начале XVIII столетия, медные доски атласа перешли в собственность издателя Питера ван дер Аа. Он приобрел их в Лейдене и использовал для атласа, который увидел свет в 1729 г. В этом издании были представлены гравюры с XVI по XVIII вв.
После Ван дер Аа планы городов с выходными сведениями Де Вита становятся собственностью издательского дома Ковенса и Мортье.

## Современное переиздание
- Браун Г., Хогенберг Ф. Атлас городов земного мира: в 6 т. — Факсимильное издание 1572—1618 гг. — СПб.: Альфарет, 2008.